# Liste des grands parcours de golf américains
Les États-Unis accueillent 16 000 parcours de golf pour 26 millions de pratiquants. Voici une liste des plus beaux et plus connus  :

## Arizona
- TPC Scottsdale : Scottsdale est un 36 trous dont le Stadium Course accueille chaque année le FBR Open. Long de 6 598 mètres, ce par 71 est situé dans le désert du Sonoran et représente un défi ardu pour le joueur avec ses obstacles d'eau et ses fosses de sable stratégiquement placées. Son architecte est Tom Weiskopf, vainqueur de l'Open britannique en 1973. Le trou signature est le numéro 15, un par 5 de 510 mètres avec un vert en île et de l'eau bordant le l'allée à gauche.

## Californie
- Pebble Beach Golf Links : théâtre de nombreux US Open, ce joyau est souvent considéré comme le plus beau parcours de golf au monde. Le tracé de ce par 72 de 6233 mètres possède de nombreux trous longeant les falaises californiennes.
- Torrey Pines : l'un des deux parcours de Torrey Pines, le South Course accueillera l'US Open de golf en 2008. Ce parcours, situé sur les hauteurs de San Diego est dessiné à travers une forêt de pins en bord de mer sur des falaises. Par 72 long de 6 957 mètres, le tracé mêle dénivelés et bunkers et ne comporte qu'un seul obstacle d'eau, sage protecteur de l'ultime green.

## Caroline du Nord
- Pinehurst Resort : ce complexe de 8 parcours de golf a accueilli l'US Open 2005 sur le chef-d'œuvre de l'architecte Donald Ross  créé en 1908, le parcours n°2. Pinehurst est un Links situé à l'intérieur des terres. Les variations de relief, la proximité de la forêt et les nombreuses fosses de sable proposent aux joueurs un parcours ardu dont la principale difficulté reste la lecture des verts.

## Floride
- TPC Sawgrass : ce parcours dessiné en 1980 par Peter Dye, un par 72 de 6359 mètres, est l'un des plus spectaculaires au monde. Sawgrass est un parcours-cible très difficile, comportant de nombreuses fosses de sable et obstacles d'eau. Le trou 17, un par 3 de 120 mètres en île, est peut-être le trou le plus célèbre au monde. Le parcours accueille chaque année le Players Championship, tournoi souvent considéré comme le cinquième majeur.
- Bay Hill Club and Lodge : c'est sur ce par 72 de 6590 mètres que se déroule chaque année le Bay Hill Invitational. Le parcours est reconnaissable à ses deux trous coudés (dog-legs) entourant un lac circulaire qui obligent une mise en jeu parfaite. De nombreuses fosses de sable alimentent le défi proposé par ce parcours.

## Géorgie
- Augusta National Golf Club : ce par 72 de 6666 mètres accueille le premier tournoi majeur de l'année, le Masters de golf. Construit à travers une forêt de pins, le tracé est un des plus difficiles au monde. Le parcours est célèbre pour son Amen Corner (trous 10, 11 et 12) d'une grande difficulté.

## Pennsylvanie
- Oakmont Country Club: ce par 71 de 7,355 yds fut l'hôte de nombreux tournois prestigieux, dont le US Open de golf, le Championnat de la PGA, le US Amateur Championship et le US Open féminin.

## Washington
- Sahalee Country Club : Ted Robinson a construit à travers les forêts de pins de l'État de Washington un par 72 de toute beauté. Le parcours sinueux est parsemé de fosses de sable et d'obstacles d'eau proches des verts des pars 5. Sahalee accueillera l'US PGA Championship en 2010.